# Утегенов, Амангос Титауович
Амангос Титауович Утегенов (каз. Аманғос Титауұлы Өтегенов, род. 1 ноября 1946; Каргалинский район Актюбинской области, Казахская ССР) — казахстанский государственный и общественный деятель. Депутат Мажилиса Парламента Республики Казахстан (2004—2012). Почётный гражданин Павлодарской области (2016).

## Биография
Амангос Утегенов родился 1 ноября 1946 года в поселке Кос-тек Степного района Актюбинской области.
В 1974 году окончил горный факультет Рудненского филиала Казахского политехнического института им. В. И. Ленина по специальности горный инженер.

## Трудовая деятельность
С 1974 по 1983 годы — Дорожный, горный мастер, начальник участка, главный инженер разреза ПО «Экибастузуголь».
С 1983 по 1985 годы — Заведующий отделом Экибастзского горкома компартии Казахстана.
С 1985 по 1996 годы — Главный инженер, директор разреза, Генеральный директор, Президент АО «Экибастузуголь».
С 1996 по 2004 годы — Заместитель Генерального директора ТОО «Богатырь Аксесс Комир» города Экибастуза.
С 2004 по 2007 годы — Депутат Мажилиса Парламента Республики Казахстан ІІІ созыва от избирательного округа № 54 Павлодарской области, член Комитета по экономической реформе и региональному развитию, член депутатской группы Парламента Республики Казахстан «Енбек».
С 2007 по 2012 годы — Депутат Мажилиса Парламента Республики Казахстан ІV созыва по партийному списку Народно-Демократической партии «Нур Отан», Член Комитета по экономической реформе и региональному развитию.
В настоящее время — Заместитель Генерального директора ТОО «Богатырь Аксес Комир».

## Награды и звания
- Орден «Знак Почёта» (СССР)
- Орден Курмет (2008)[1]
- Медаль «За трудовое отличие» (Казахстан) (2002)[2]
- Медаль «Еңбек ардагері» (29 августа 2016 года)[3]
- почётное звание «Почётный гражданин Павлодарской области» (2016)
- почётное звание «Почётный гражданин Экибастуза»
- полный кавалер Знак «Шахтёрская слава» (1,2,3 степени)
- Государственные юбилейные медали
- 2001 — Медаль «10 лет независимости Республики Казахстан»
- 2005 — Медаль «10 лет Конституции Республики Казахстан»
- 2006 — Медаль «10 лет Парламенту Республики Казахстан»
- 2008 — Медаль «10 лет Астане»
- 2011 — Медаль «20 лет независимости Республики Казахстан»
- 2015 — Медаль «20 лет Конституции Республики Казахстан»[4]
- 2016 — Медаль «25 лет независимости Республики Казахстан» и др.